# Syców

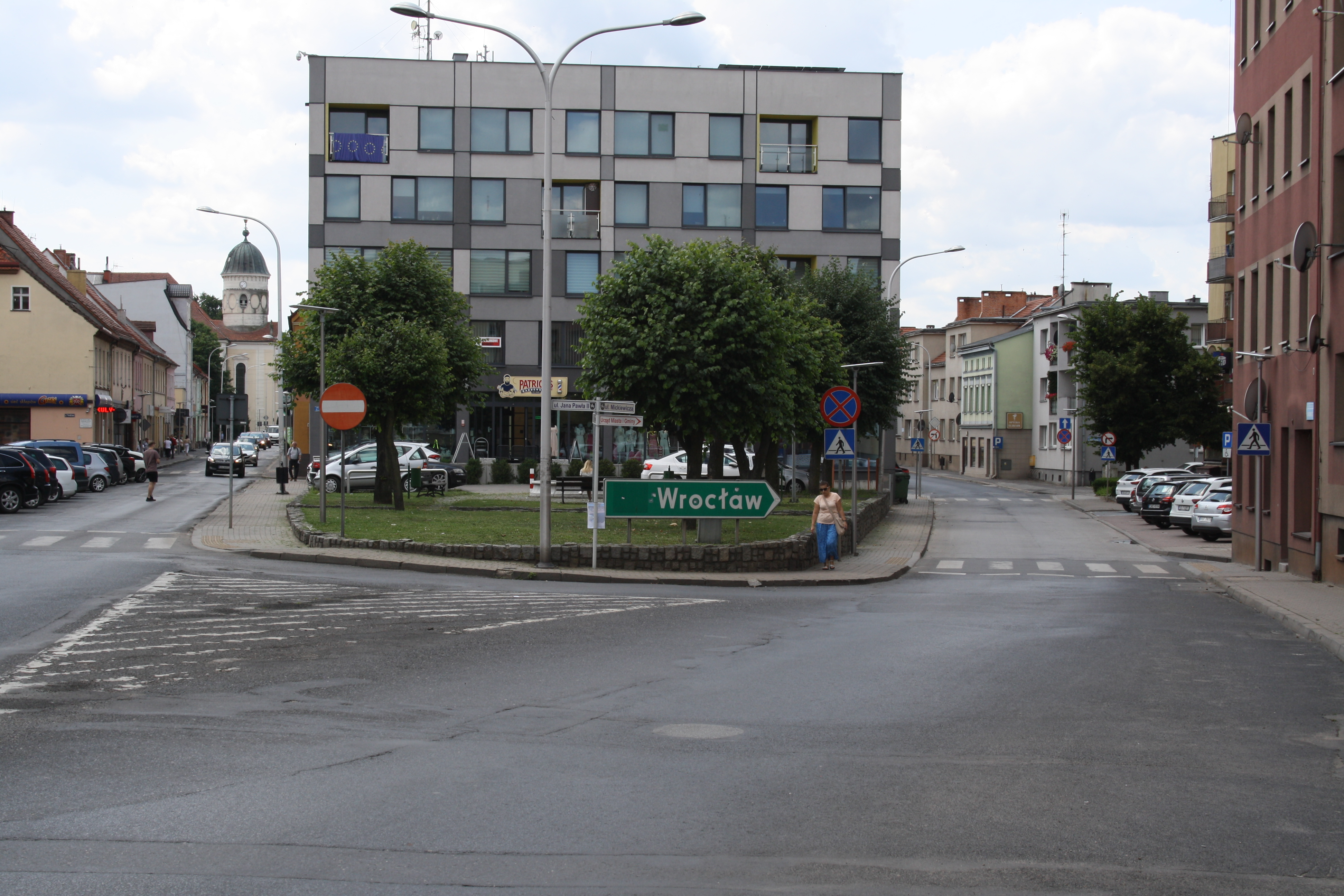
Innenstadt von Syców

Syców ['sɨʦuf] (deutsch: Groß Wartenberg, früher Polnisch Wartenberg) ist eine Stadt mit etwa 10.400 Einwohnern in der Stadt- und Landgemeinde Syców im Powiat Oleśnicki der Woiwodschaft Niederschlesien in Polen. Sie ist Sitz der Stadt- und Landgemeinde Syców mit 16.819 Einwohnern (Stand 31. Dezember 2020).

## Geographie
Die Stadt liegt im Katzengebirge, etwa 47 Kilometer nordöstlich von Breslau. Sie wird von der Młyńska Woda (Polnisches Wasser) durchflossen, einem linken Nebenfluss der Barycz (Bartsch). Nördlich liegt Międzybórz und im Westen Twardogóra. Südlich der Stadt verläuft die Schnellstraße S8.

## Stadtwappen
Das Stadtwappen zeigt auf schwarzem Grund einen geharnischten, ins Horn stoßenden Reiter auf einem weißen Ross. Um die Reiterfigur schweben drei goldene Sterne. Ein älteres Wappen zeigte auch einen weißen Jagdhund, der neben dem Ross lief.

## Geschichte

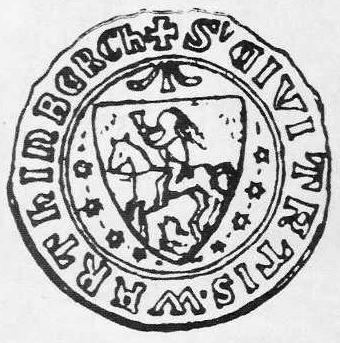
Siegel der Stadt aus dem Jahr 1377

Landkarte von Wartenberg um 1750

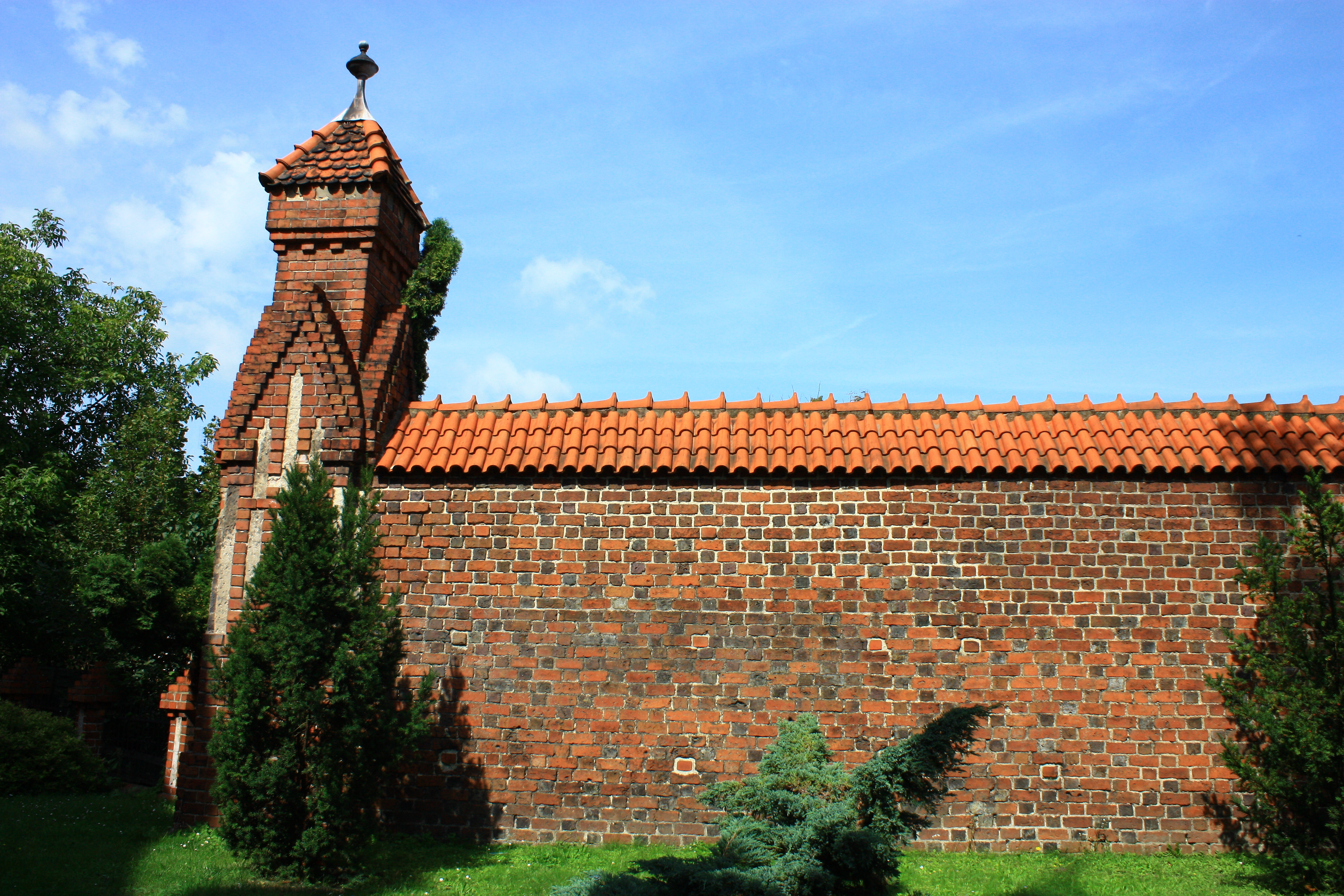
Reste der Stadtbefestigung aus dem Mittelalter

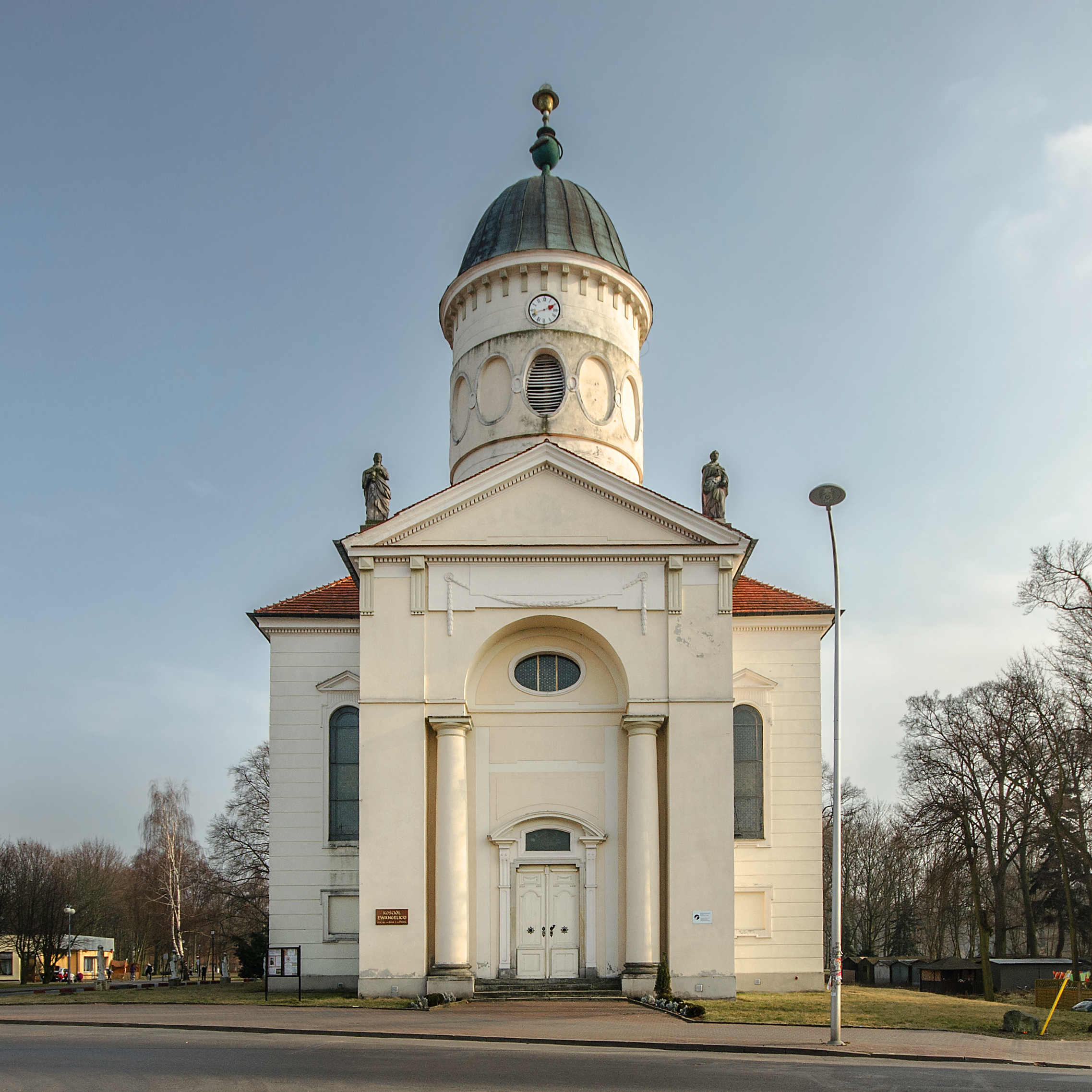
Klassizistische evangelische Pfarrkirche der Heiligen Apostel Johannes und Petrus

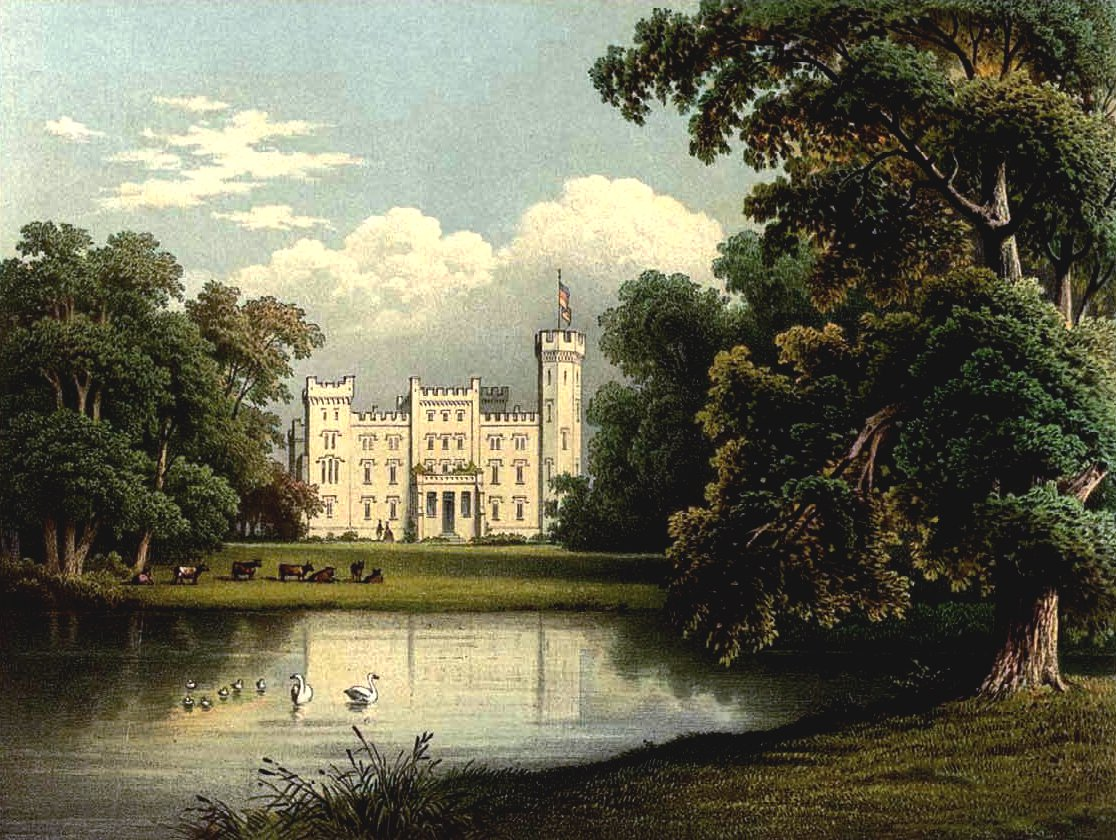
Schloss Wartenberg um 1864/65, Sammlung Alexander Duncker

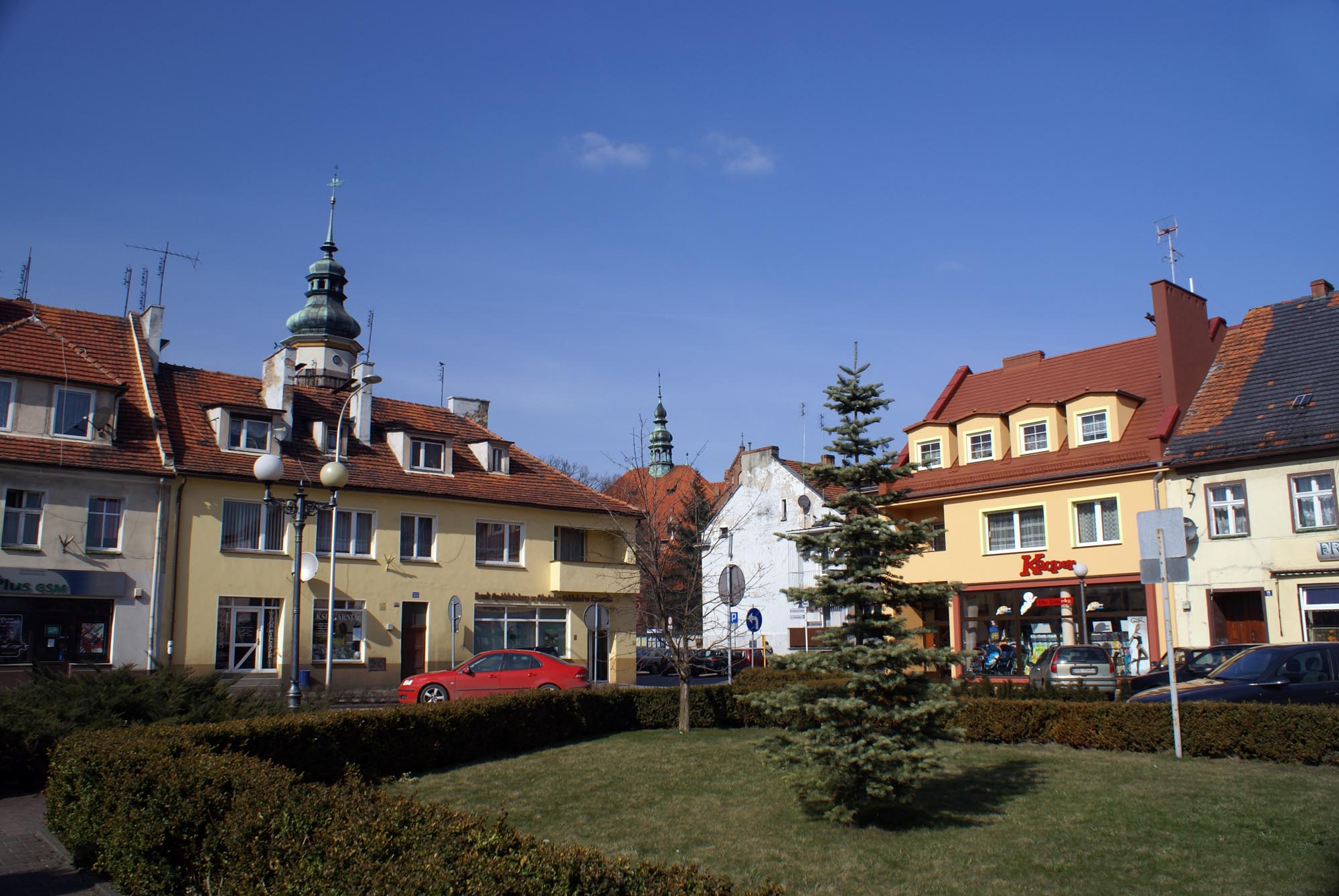
Marktplatz

Ende des 12. Jahrhunderts wurden der Ort und die Gegend erstmals als „Districtus Syczow sive Wartinbergk“ in einer Urkunde des Bistums Breslau erwähnt. Ein Albert von Schmolle wurde 1276 als „Castellanus in Wrathenberc“ bezeichnet, was darauf hinweist, dass die Stadt schon vor diesem Datum ein wichtiger Ort an der Handelsstraße Breslau–Kalisch–Thorn war. Es bezeugt auch das Vorhandensein einer festen Burg, die außerhalb der Stadt lag. 1287 wurde die Stadtpfarrkirche erwähnt.
Durch Erbteilungen des Herzogtums Breslau fiel Wartenberg 1293 an das Herzogtum Glogau, 1320 kam die Stadt zum Herzogtum Oels. Für das Jahr 1369 ist für Wartenberg das Magdeburger Stadtrecht bezeugt und auch das erste Stadtsiegel. Um 1400 erbauten die Schlesischen Piasten die Stadtpfarrkirche zu den hl. Aposteln Peter und Paul.
Nach dem Tode des Herzogs Konrad X. 1492, mit dem der Oelser Zweig der Schlesischen Piasten erlosch, fiel das Herzogtum Oels als erledigtes Lehen durch Heimfall an Böhmen. Anschließend trennte der böhmische König Vladislav II. Wartenberg vom Herzogtum Oels ab und schuf eine Freie Standesherrschaft, die bis 1517 den Herren von Haugwitz gehörte. 1529–1571 war die Standesherrschaft Eigentum der Freiherren von Maltzan. Elisabeth von Maltzan verkaufte 1571 die Standesherrschaft für 133.000 Gulden an den Freiherrn Georg von Braun. Dieser förderte das Handwerk und schützte die Bauern auf seinen Gütern. 1591 verkaufte Georg Wilhelm von Braun die Standesherrschaft für 140.000 Taler an Abraham, Burggraf zu Dohna-Schlobitten. Dohna, überzeugter Katholik, gab sämtliche protestantisch gewordenen Kirchen in der Standesherrschaft an den katholischen Klerus zurück. Unweit der alten Burg begann Burggraf Dohna 1594 den Bau eines neuen Schlosses, die Arbeiten dauerten bis 1608.
Zur Unterscheidung von Deutsch-Wartenberg im späteren Kreis Grünberg nannte man die Stadt ab 1610 Polnisch-Wartenberg. 1734 erwarb Reichsgraf Ernst Johann von Biron, späterer Herzog von Kurland, die Standesherrschaft, die bis 1945 bei den Nachkommen des Fürsten Peter von Biron blieb. Nach dem Ersten Schlesischen Krieg fiel Polnisch Wartenberg 1742 mit dem größten Teil Schlesien an Preußen. Nachfolgend entwickelte sich die Stadt zu einem wichtigen Zentrum der Leinweberei. 1805 wurde die Stadtmauer abgerissen. Im Jahr 1825 emigrierten viele Weber nach Kongresspolen in die Städte Kalisz und Zgierz. Das Schloss wurde 1853 vergrößert und im Tudorstil umgebaut. 1880 hatte die Stadt 214 Häuser und 2320 Einwohner, davon 1306 Evangelische, 887 Katholiken und 127 Juden. Die überwiegend deutsche Bevölkerung ernährte sich von der Land- und Forstwirtschaft sowie dem Handwerk und Handel. Im Kreis Polnisch Wartenberg waren die Deutschen gegenüber den Polen hingegen nur in einer knappen Mehrheit.
1888 wurde die Stadt in Groß Wartenberg umbenannt.
Nach dem Ende des Ersten Weltkriegs mussten im Jahr 1920 aufgrund der Bestimmungen des Versailler Vertrags 382,59 Quadratkilometer und somit fast die Hälfte des Gebiets des Kreises Groß Wartenberg an die Zweite Polnische Republik abgetreten werden; die Stadt Groß Wartenberg selbst verblieb beim Deutschen Reich.
Im Zweiten Weltkrieg fiel die Stadt im Januar 1945 völlig unversehrt in die Hände der Sowjetarmee, die hier bis zum Sommer 1945 blieb. Die Stadt (u. a. das Rathaus) und das Schloss wurden geplündert und angezündet. Als Folge des Weltkriegs fiel Großwartenberg 1945 an Polen und in Syców umbenannt. In der Folgezeit wurden die deutschen Bewohner von der örtlichen polnischen Verwaltungsbehörde vertrieben. Die neu angesiedelten Bewohner waren teilweise Zwangsumgesiedelte aus Ostpolen, das an die Sowjetunion gefallen war.

## Sehenswürdigkeiten

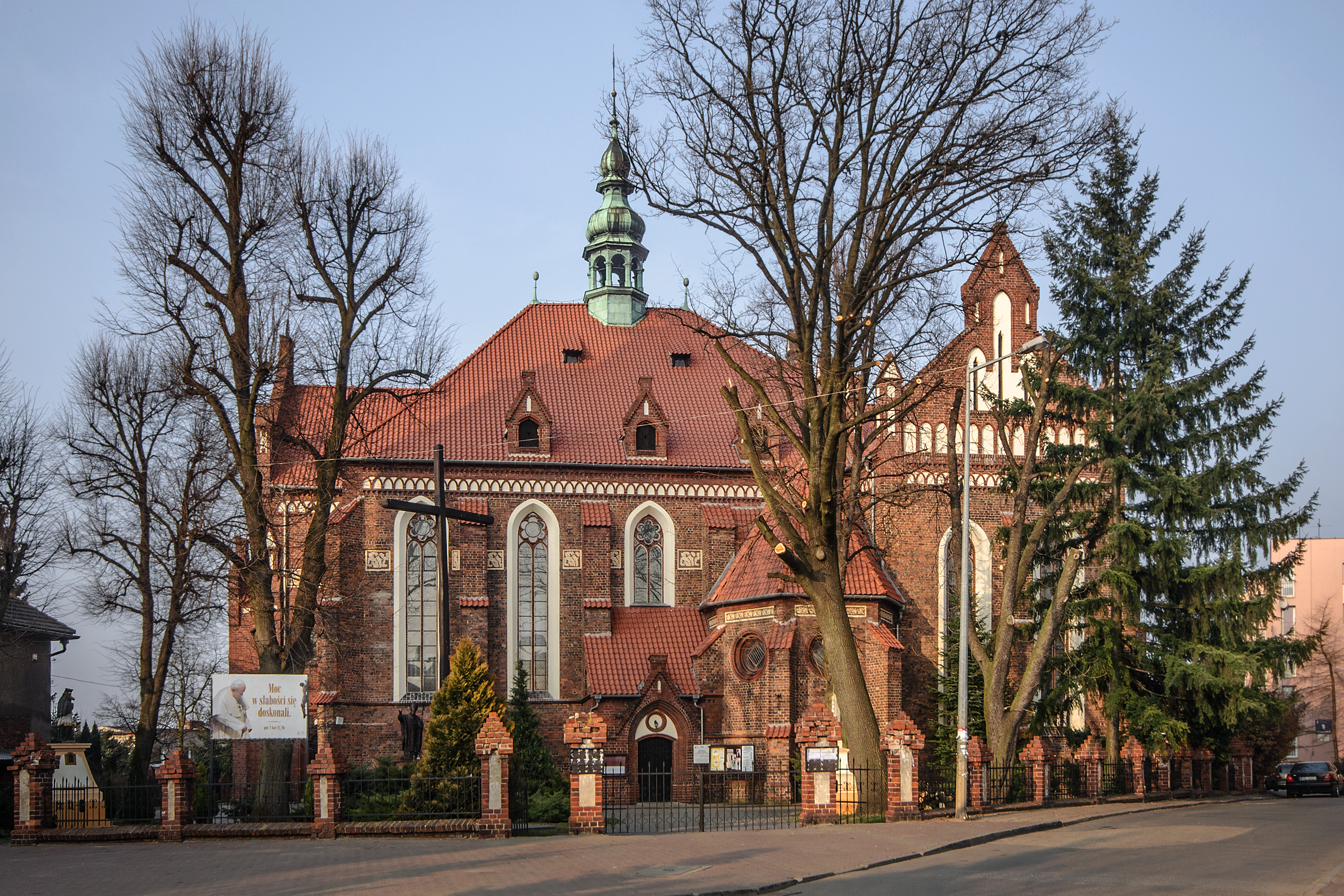
Stadtpfarrkirche St. Peter und Paul

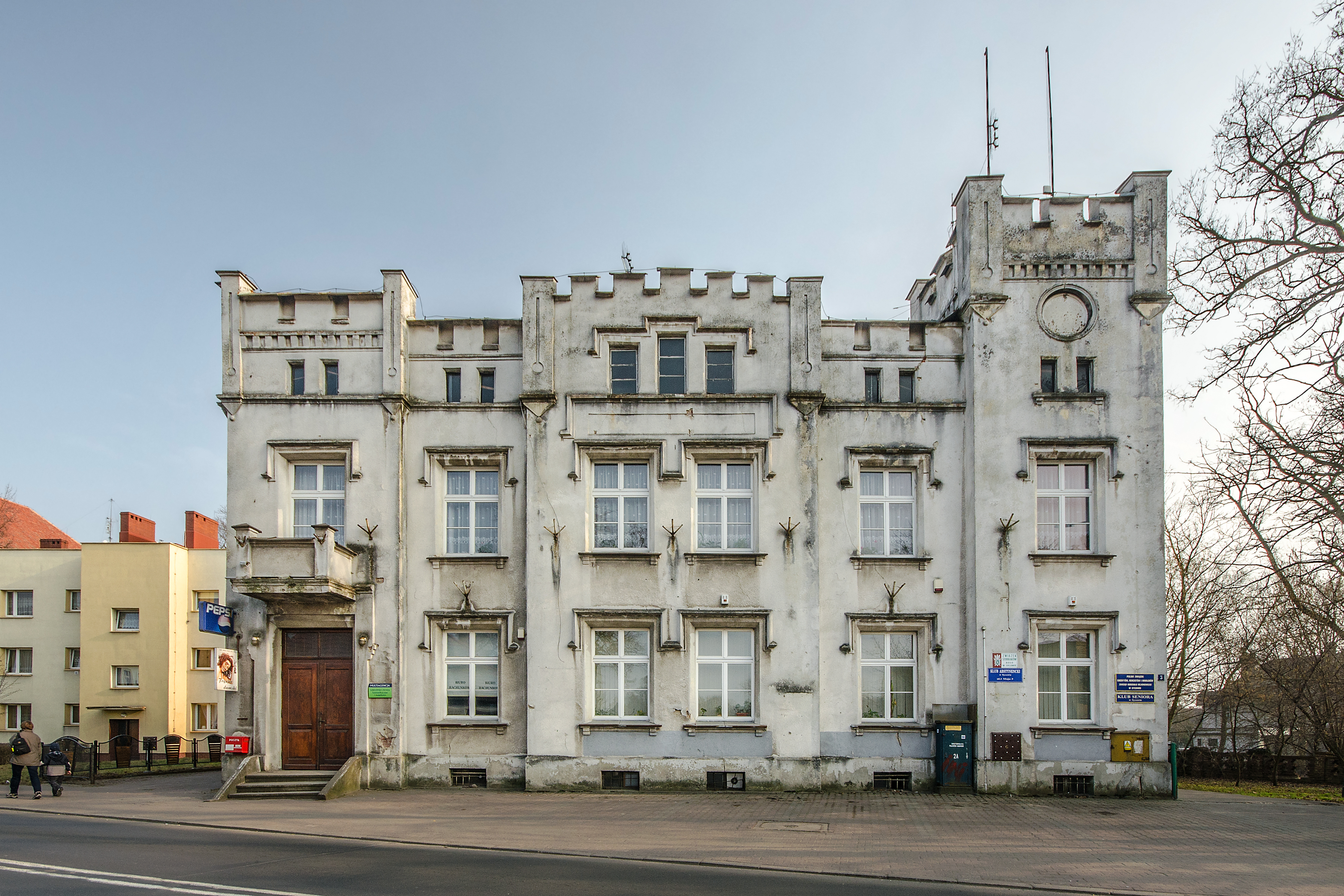
Postgebäude

- Die katholische Stadtpfarrkirche St. Peter und Paul wurde im 15. Jahrhundert im Stil der Gotik errichtet und im 19. Jahrhundert neugotisch umgebaut.
- Die Pfarrkirche der Heiligen Apostel Johannes und Petrus (ehemalige Schlosskirche) wurde 1785–1789 nach Entwurf des Architekten Carl Gotthard Langhans erbaut.
- Gotischer Torturm der Stadtmauer aus dem 15. Jahrhundert
- Der 1813 angelegte Stadtpark (vormals Schlosspark) mit Skulpturen, die teilweise aus dem 1945 zerstörten Schloss stammen.
- Historisches Postgebäude von 1887
- Historisches Bahnhofsgebäude

## Gemeinde
Zur Stadt- und Landgemeinde Syców gehören die Stadt selbst und 12 Dörfer mit Schulzenämtern.

## Bevölkerungsentwicklung
| Jahr | Einwohner | Anmerkungen                                          |
| ---- | --------- | ---------------------------------------------------- |
| 1775 | 2319      | [ 2 ]                                                |
| 1880 | 2269      | [ 2 ]                                                |
| 1890 | 2385      | davon 1392 Evangelische, 893 Katholiken und 99 Juden |
| 1900 | 2385      | meist Evangelische                                   |
| 1925 | 2209      | [ 2 ]                                                |
| 1933 | 2969      | [ 2 ]                                                |
| 1939 | 3096      | [ 2 ]                                                |
| 1946 | 2600      |                                                      |
| 1961 | 4277      |                                                      |
| 1970 | 5637      |                                                      |

## Die freien Standesherren von Wartenberg
- Heinrich von Haugwitz, 1494
- Freiherr von Briskowitz, bis 1530
- Zdenko Leo von Rosenthal, 1530–1552
- Joachim I. Freiherr von Maltzan, 1552–1556
- Johann Bernhard von Maltzan, 1556–1569
- Joachim II. von Maltzan, 1569–1571
- Georg von Braun, 1571–1582
- Georg Wilhelm von Braun, 1582–1589
- Abraham Burggraf von Dohna-Kreschen, 1589–1613
- Karl Hannibal I. von Dohna, 1613–1633
- Maximilian Ernst von Dohna, 1633–1639
- Otto Abraham von Dohna, 1639–1646
- Johann Georg von Dohna, 1646–1683
- Karl Hannibal II. von Dohna, 1683–1711
- Alexander zu Dohna-Schlobitten, 1711–1728
- Christoph Albrecht von Dohna, 1728–1734
- Reichsgraf Ernst Johann von Biron, 1734–1741
- Burkhard Christoph von Münnich, 1741
- Preußische Krone, 1741–1762
- Burkhard Christoph von Münnich, 1762–1763
- Ernst Johann von Biron, Herzog von Kurland, 1763–1769
- Karl von Biron, Prinz von Kurland, 1769–1801
- Gustav Calixt von Biron, Prinz von Kurland, 1801–1821
- Karl Friedrich Wilhelm von Biron, Prinz von Kurland, 1821–1848
- Calixt von Biron, Prinz von Kurland, 1848–1882
- Gustav von Biron, Prinz von Kurland, 1882–1940
- Carlos von Biron, Prinz von Kurland, 1940–1945.[4]

## Religionen
Die Mehrheit der Einwohner ist römisch-katholisch, es gibt aber auch eine evangelische Kirchengemeinde mit eigener Kirche. Bis zum Beginn des Zweiten Weltkrieges lebten ungefähr 50 Jüdinnen und Juden in Syców.

## Wirtschaft und Verkehr
In der Stadt sind etwa 15 größere Unternehmen unter anderem aus der Möbel-, Lebensmittel- und Landwirtschafts-Maschinenindustrie tätig. Syców hatte einen Bahnhof an den Bahnstrecken Herby–Oleśnica und Syców–Bukowa Śląska. Der Bahnhof ist seit 2002 stillgelegt.

## Persönlichkeiten
- Franz Ludwig von Neugebauer (1731–1808), kaiserlicher Feldmarschall-Lieutenant, kommandierender General in Inner-Österreich und Inhaber des Infanterie-Regiments No. 46.
- Carl Wilhelm Klose (1803–1865), Mediziner und Physicus des Landkreises Breslau
- Christian Friedrich Lessing (1809–1862), Botaniker, Großneffe des Schriftstellers Gotthold Ephraim Lessing
- Carl Robert Lessing (1827–1911), Miteigentümer und Herausgeber der Vossischen Zeitung, Großneffe des Schriftstellers Gotthold Ephraim Lessing
- Wilhelm Grapow (1828–1902), Architekt und preußischer Baubeamter
- Manfred David (1926–2013), Kommunalpolitiker
- Janina Korowicka (* 1954), Eisschnellläuferin
- Beata Kempa (* 1966), Politikerin